# Irina Schlauch

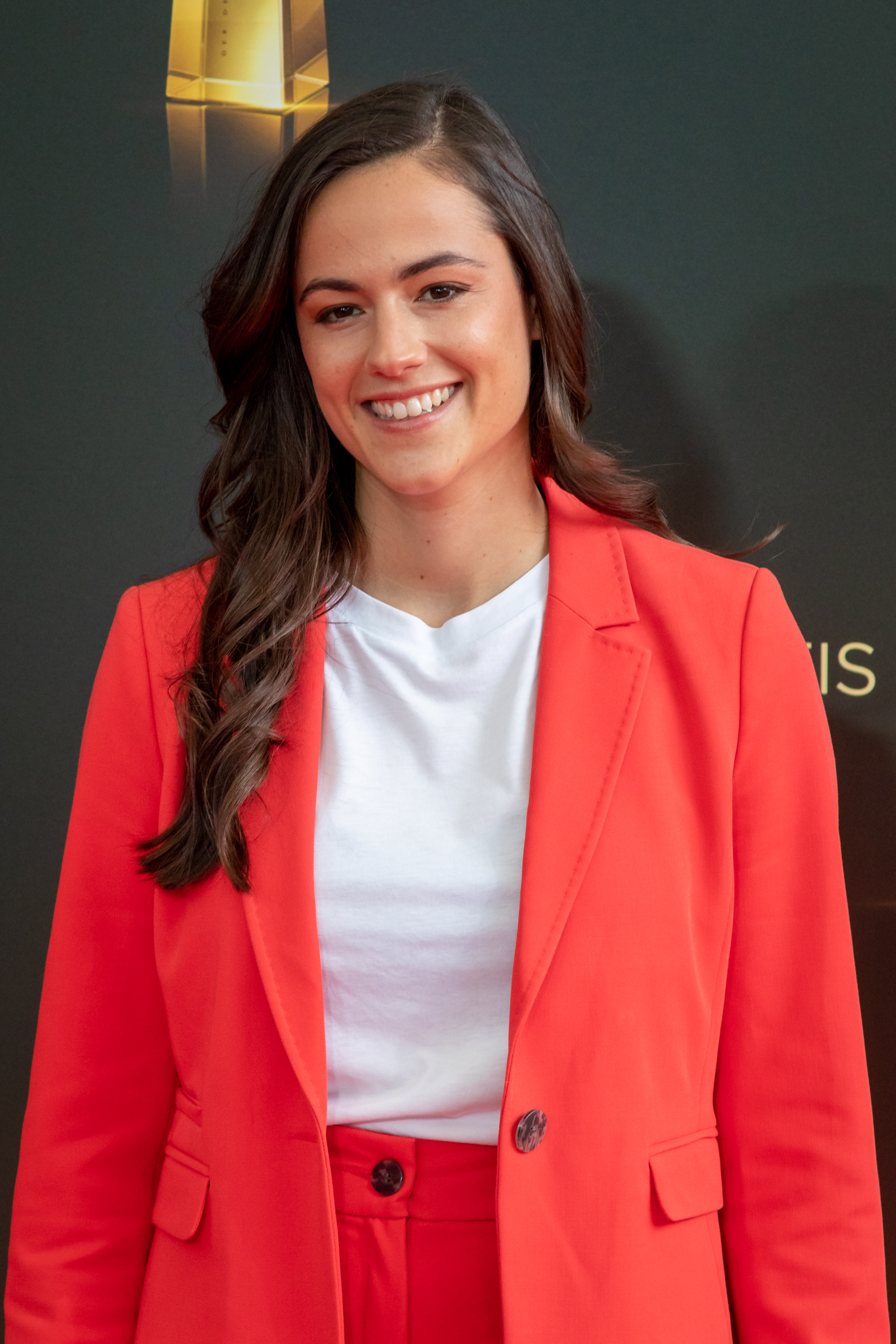
Irina Schlauch (2021)

Irina Schlauch (* 1990 in Köln) ist eine deutsche Juristin, die 2021 als erste Princess Charming in der gleichnamigen Datingshow von RTL+ bekannt wurde.

## Leben
Schlauch hatte im Alter von 23 Jahren ihr Coming-out als lesbisch.
2021 entschied sich Schlauch im Finale der Datingshow Princess Charming für die Saarbrückerin Lou Schaaf. In der Wiedersehensshow offenbarten die beiden jedoch, dass sie kein Paar geworden seien. Ab Ende 2021 war sie in einer Beziehung mit der Podcasterin Ricarda Hofmann. Im Dezember 2024 gaben die beiden ihre Trennung via Instagram bekannt.
Schlauch hat eine Zwillingsschwester und lebt in Köln.

## Fernsehauftritte (Auswahl)
- 2021: Princess Charming (RTL+/VOX)
- 2021: Grill den Henssler (VOX, #VOXforWomen)
- 2021: Ninja Warrior Germany (RTL, Promi-Special)
- 2022: SOKO Stuttgart (ZDF, 1 Folge als Jennifer Rüttger)[8]
- 2022: Das perfekte Promi-Dinner (VOX)
- 2023: RTL Turmspringen
- 2023: Alles was zählt (RTL, 1 Folge)[9]
- 2023: Die Verräter – Vertraue Niemandem! (RTL)[10]

## Auszeichnung
2021: Deutscher Fernsehpreis, Beste Unterhaltung Reality